# San Carlos de Bolívar
San Carlos de Bolivar é uma localidade do partido de Bolívar, da Província de Buenos Aires, na Argentina. Segundo censo de 2010, havia 26 242.